# Jico-Hirschmaus
Die Jico-Hirschmaus (Habromys simulatus) ist ein Nagetier in der Familie der Wühler, das in Mexiko vorkommt.

## Merkmale
Mit einer Gesamtlänge von 168 bis 203 mm, inklusive eines 78 bis 111 mm langen Schwanzes, ist die Jico-Hirschmaus ein kleines mausähnliches Tier. Sie hat 21 bis 24 mm lange Hinterfüße, 16 bis 19 mm lange Ohren und erreicht ein Gewicht von 17 bis 19 g. Die dunkelbraune Oberseite ist deutlich von der weißen Unterseite abgegrenzt. Der Schwanz ist dunkel gefärbt mit Ausnahme einer dünnen weißen Linie auf der Unterseite. Im mittleren Bereich der dunklen Füße kommen helle Punkte vor. Verglichen mit anderen Gattungsmitgliedern hat Habromys simulatus eine kleinere und mehr abgeflachte Schädelhöhle. Kennzeichnend ist der sehr kleine dritte Molar.

## Verbreitung
Die Art ist nur aus einem kleinen Bereich des Gebirges Sierra Madre Oriental im Osten Mexikos bekannt. Sie ist vermutlich im Süden des Bundesstaates Hidalgo und bis zu zentralen Bereichen des Bundesstaates Veracruz verbreitet. Die Jico-Hirschmaus wurde zwischen 1830 und 2000 Meter Höhe registriert. Sie hält sich in Wolken- und Nebelwäldern sowie in anderen feuchten Bergwäldern mit Eichen und Kiefern auf.
Funde aus Oaxaca zählen vermutlich zu einer anderen Art der Gattung Habromys.

## Lebensweise
Die Exemplare klettern auf Bäumen, wo sie sich in Epiphyten, wie Moose oder Bromeliengewächse verstecken. Diese Pflanzen stellen auch die Nahrung des Tieres dar. Nester liegen meist 10 bis 12 Meter über dem Grund. Bei Studien wurden gleichzeitig Exemplare von Peromyscus levipes, Reithrodontomys mexicanus und Megadontomys nelsoni gefangen.

## Bedrohung
Belegte Funde sind auf das Umfeld der Städte Xico und Zacualpan beschränkt. In diesen Bereichen entstanden später Kaffeeplantagen. Für eine der beiden Populationen wird vermutet, dass sie mit etwa 50 ausgewachsenen Exemplaren weiter besteht. In der Region werden die intensive Forstwirtschaft sowie die Anpassung der Landschaft an menschliche Bedürfnisse fortgesetzt. Habromys simulatus wird von der IUCN als vom Aussterben bedroht (Critically Endangered) gelistet.